# 그레인저 하인스
그레인저 하인스(영어: Grainger Hines, 1948년 8월 18일 ~ )는 미국의 배우, 각본가이다.

## 출연 작품

### 영화
- 카우보이의 노래 (2018년) - 아서 역
- 부모님과 이혼하는 방법 (2015년) - 보안관 헤일 역
- Bloodline (2013)
- Beneath the Dark (2010)
- 파워 & 프라이드 (2010년)
- 스틸 웨이팅... (2009, Still Waiting...)
- 아빠의 로맨스 (2005년)
- 여비서 (1995년)
- 의혹의 덫 (1994, Discretion Assured)
- 스트리트 나이트 (1993년)
- 용병 특전대 (1991년)
- 알라모 (1987년)
- 프로토콜 (1984년)
- 엠버 웨이브 (1980년)
- 록키 2 (1979년)
- 욕망의 불꽃(영어판) (1978년)

### 텔레비전
- 명탐정 바나비 존즈 (1979)
- 기동순찰대 (1979-81)
- 7인의 신부 (1983, Seven Brides for Seven Brothers)
- 더 폴 가이 (1983-84)
- 원 라이프 투 리브 (1984)
- CSI: 마이애미 (2005)
- 헬 온 휠즈 (2012-13)